# ودي جوين
ودي جوين (بالإنجليزية: Woody Gwyn)‏ هو رسام وفنان أمريكي، ولد في 1944.